# 张陆
张陆（1976年11月—），湖南省汉寿县人，中国人民解放军航天员大队航天员。1996年8月入伍，1999年4月加入中国共产党，曾担任中国人民解放军空军战斗机飞行员、空军某训练基地某团司令部空战射击主任。于2010年5月入选中国人民解放军航天员大队第二批航天员。

## 生平
曾就读于汉寿县城关四小、詹乐贫中学、汉寿一中，2000年毕业于空军第七飞行学院后成为強-5攻击机飞行员。
2010年5月，他入选中国第二批航天员。2022年11月28日，中国载人航天工程办公室宣布张陆入选神舟十五号乘组，将执行他的首次载人航天飞行任务。

## 家庭
2003年结婚，和妻子有一个女儿。

## 执行任务
| 次序   | 任务名称   | 发射时间（UTC+8）        | 着陆时间（UTC+8）      | 运载火箭      | 对接       | 任务时长       | 舱外活动次数 | 舱外活动时长 |
| ------ | ---------- | ------------------------ | ---------------------- | ------------- | ---------- | -------------- | ------------ | ------------ |
| 1      | 神舟十五号 | 2022年11月29日, 23:08:17 | 2023年6月4日, 06:33:00 | 长征二号F遥15 | 天宫空间站 | 186天7小时24分 | 4            | >27小时      |
| 合计： | 合计：     | 合计：                   | 合计：                 | 合计：        | 合计：     | 186天7小时24分 | 4            | >27小时      |

## 备注
1. ↑  除了在2023年2月9日至10日间执行的出舱任务外还曾在神舟十五号任务期间的2023年2月28日进行了第二次出舱活动[6]，鉴于该次出舱活动的时长和各项细节均未公布故此处不计入总时长。